# Maximilla (Montanismus)
Maximilla war eine der ersten Protagonistinnen und Prophetinnen des Montanismus im Kleinasien des 2. Jahrhunderts.

## Leben
Über die familiäre Herkunft Maximillas ist nichts bekannt. Möglich ist eine Abstammung von einer römischen Bürgerfamilie in Zentral-Phrygien.
Maximilla wird als Prophetin und frühe Protagonistin des Montanismus geführt. Im Rahmen der Bewegung war Maximilla eine Prophetin wie andere frühe christliche Propheten. Nach dem Tod des namensgebenden Gründers Montanus und einer weiteren Prophetin namens Priscilla führte sie die Bewegung bis zu ihrem eigenen Tod (im Jahr 197[?]) weiter.
Zusammen mit Montanus und Priscilla wird sie diverse Male in den Büchern der Kirchenväter genannt, zum Beispiel
- bei Tertullian (um 150–220), der mit dem Montanismus sympathisierte, in De ieiunio adversus psychicos (um 150–220) in Kapitel I,
- bei Hippolyt von Rom (um 170–235) im Refutatio omnium haeresium (Buch VIII, 19 und Buch X, 25) als „Irrweg der Phryger“,
- bei Cyrill von Jerusalem (313–386) in der Procatechesis et Catecheses ad illuminandos, der in Kapitel 8 eine längere Beschimpfung aufführt und
- bei Vinzenz von Lérins († vor 450) im Commonitorium (18, 24), der Tertullian für „verrückten Weibern verfallen“ erklärt.

Bei Eusebius von Caesarea († um 340) findet sich in den Kapiteln 14 und 16 des 5. Buches der Historia Ecclesiastica eine ausführliche anti-montanistische Polemik, in der Eusebius einen anderen, nicht namentlich genannten Autor zitiert, der u. a. über „zwei Weiber erfüllt mit dem falschen Geiste, so daß sie gleich dem erwähnten Montanus Unsinniges, Wirres und Fremdartiges sprachen“ berichtet. Vom selben Autor zitiert Eusebius über das Ende von Maximilla, dass sie sich „wie Judas Iskariot“ selbst erhängt habe.
In der Wissenschaft wird über eine gleichwertige oder vielleicht auch führende Rolle der Maximilla (und der Priscilla) im Verhältnis zum, bei den Kirchenvätern, namensgebenden Montanus bei der Gründung und Etablierung der Bewegung diskutiert. Allgemein ist man sich aber einig, dass Maximilla und Priscilla die primären prophetischen Inhalte und Weissagungen für die Bewegung lieferten.

## Aussprüche
Es sind keine Schriften von Maximilla oder anderen Montanisten überliefert. Epiphanios von Salamis gibt in seinem Panárion, seiner Sammlung gegen diverse zeitgenössische Häresien, im Kapitel 48 mehrere Zitate an, die sich sinngemäß wie folgt wiedergeben lassen:
- „Hört nicht auf mich, sondern hört auf Christus.“ (Epiph., Pan. 48, 12,4)
- „Eins ist der Heilige Geist, der einem jeden zuteilt, wie er will.“ (Epiph., Pan. 48, 12,12)
- „Der Herr hat mich gesandt, willig und unwillig, Träger, Herold und Ausleger dieser Last und dieses Bundes und dieser Verheißung zu sein, um die Erkenntnis Gottes zu vermitteln.“ (Epiph., Pan. 48, 13,1)
- „Nach mir wird es keinen Propheten mehr geben, sondern die Vollendung.“ (Epiph., Pan. 48, 2,4)

## Sonstiges
Judy Chicago widmete ihr eine Inschrift auf den dreieckigen Bodenfliesen des Heritage Floor ihrer Installation The Dinner Party. Die mit dem Namen Maximilla beschrifteten Porzellanfliesen sind dem Platz mit dem Gedeck für Brigida von Kildare  zugeordnet.